# Daniel da Mota
 Daniel da Mota Alves  est un footballeur international luxembourgeois né le 11 septembre 1985 à Ettelbruck (Luxembourg).

## Carrière

### Carrière professionnelle
Le jeune prodige d'origine portugaise commence sa carrière à l'Etzella Ettelbruck durant la saison 2002-2003. Durant la saison 2006-2007, il est élu, avec 26 buts, meilleur joueur du championnat luxembourgeois. 
En 2008, il quitte le nord pour jouer au F91 Dudelange.
La saison 2011-2012 est sans doute l'une des meilleures pour Daniel da Mota, car pendant les qualifications pour la  Champions League, avec le F91 Dudelange il gagne avec un score de 11-0 et 0-4 contre les saint marinais de Tre Penne.
Ensuite, le dudelangeois élimine le club autrichien Red Bull Salzbourg avec un score de 1-0 et 4-3.
Après avoir été éliminés par le NK Maribor, Da Mota et le F91 se retrouvent aux barrages (3e tour) de Ligue Europa face aux israéliens de Hapoel Tel Aviv.

### Carrière internationale
Da Mota obtient la nationalité luxembourgeoise en 2007 sans pour autant perdre la nationalité portugaise. Il honore sa première sélection avec l'équipe du Luxembourg le 2 juin 2007 contre l'Albanie, match comptant pour les éliminatoires de l'Euro 2008. Il est, depuis, régulièrement sélectionné en équipe nationale. Il inscrit, face à la Slovaquie, un doublé permettant au Luxembourg de s'imposer (2-1).
Daniel da Mota fait partie de la liste des joueurs convoqués  par Luc Holtz qui joueront pour les qualifications de la Coupe du monde de football de 2014.
Le 7 septembre 2012, à la 13e minute de jeu, Daniel marque le premier but de la rencontre face au Portugal de Cristiano Ronaldo, tout le stade va en euphorie pour son but puissant de 15 mètres.
Quatre jours plus tard, soit le 11 septembre 2012, Daniel marque à nouveau à la 86e minute de jeu, face à l'Irlande du Nord. Le Luxembourg de Da Mota en égalisant (1-1) se retrouve désormais 3e du classement du groupe.

## Palmarès
- Champîonnat du Luxembourg : 2009, 2011, 2012, 2014, 2016 et 2017
- Coupe du Luxembourg : 2016, 2017, 2018